# Hugues Renson

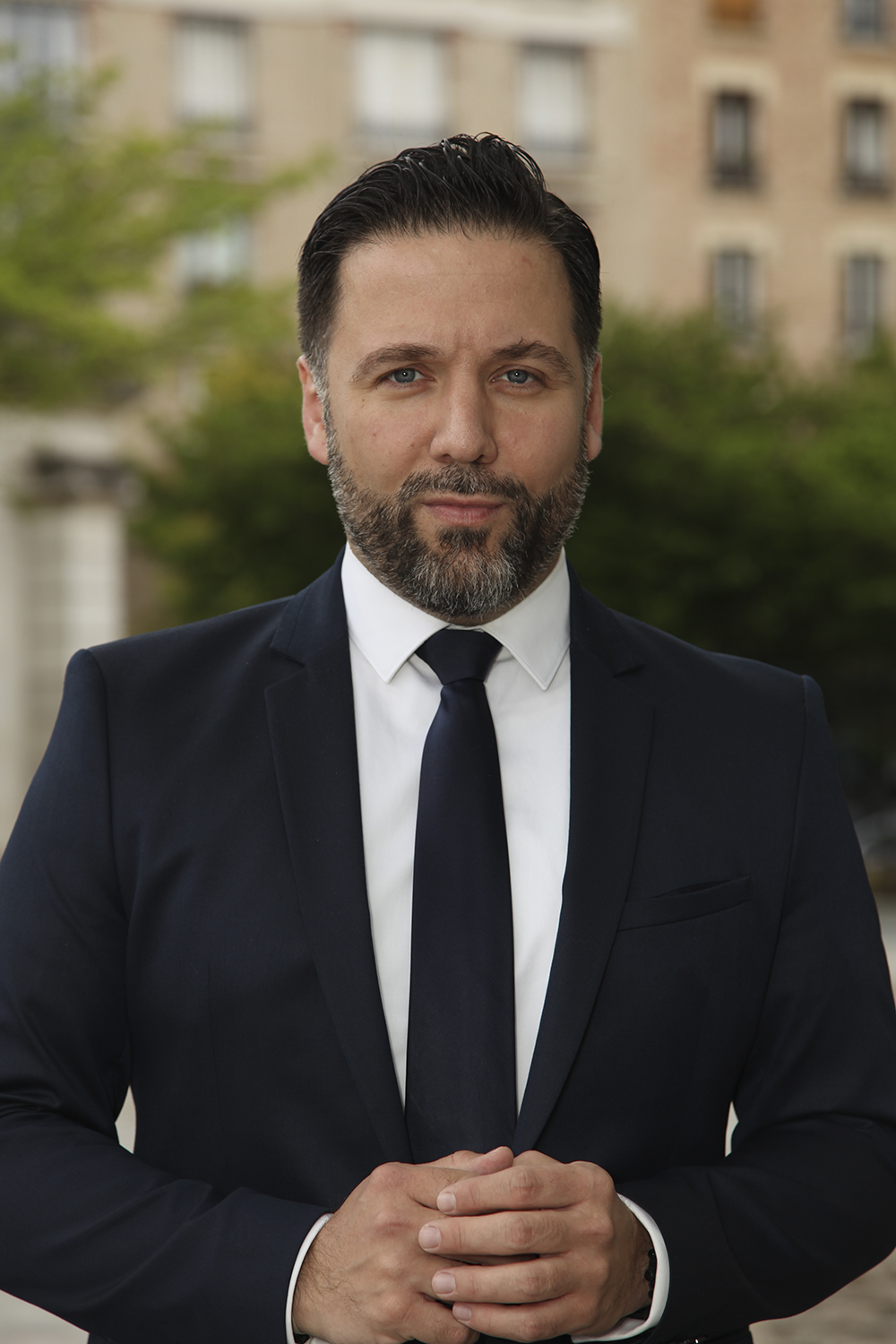
Hugues Renson (2017)

Hugues Renson (* am 11. Februar 1978 in Paris) ist ein französischer Politiker (La République En Marche!, LREM). Seit dem 28. Juni 2017 ist er einer der Vizepräsidenten der französischen Nationalversammlung.

## Studium und berufliche Laufbahn
Er schloss 2001 sein Studium am Sciences Po ab. Er wurde Berater des Präsidenten Jacques Chirac (2004–2007) in sozialen Fragen.

## Politische Laufbahn
Bei der  Präsidentschaftswahl 2012 unterstützte  Renson öffentlich den Kandidaten der Sozialistischen Partei François Hollande. Entsprechend setzte er sich bei der Kommunalwahl 2014 in Paris ebenfalls für die sozialistische Kandidatin Anne Hidalgo ein.
Renson schloss sich später La République en Marche an. Bei der Wahl zur Nationalversammlung 2017 wurde er im Wahlkreis Paris XIII gewählt. Der bisherige Vertreter des Wahlkreises Jean-François Lamour von den Republikanern verlor die Wahl. Er trat sein Amt als Abgeordneter am 21. Juni an, eine Woche später war er bereits einer der sechs Vize-Präsidenten der Nationalversammlung, ungewöhnlich für einen Abgeordneten, der zum ersten Mal im Parlament sitzt. Er ist Mitglied im Ausschuss für Auswärtige Angelegenheiten.
Im Vorfeld der Kommunalwahlen 2020 in Paris  gelang es Renson nicht, als Kandidat, der  Hidalgo entthronen sollte, aufgestellt zu werden. In der Folgezeit unterstützte er die Kandidatur von Cédric Villani.
Als die neue Fraktion Écologie Démocratie Solidarité im Mai 2020  gegründet wurde, zeigte Renson starke Sympathie für deren Mitglieder und für ihr Anliegen im Allgemeinen. Er äußerte jedoch, der Kampf solle im Inneren der Fraktion geführt werden. Auch gehe das Ausmaß der derzeitigen Krise über das Gefühl der Verantwortlichkeit hinaus. Gleichzeitig arbeitete er an der Gründung einer Strömung innerhalb der LREM-Fraktion. Diese Gruppierung gab sich den Namen „En commun“; 45 Mitglieder der Fraktion schlossen sich ihr an. Am 22. Mai 2020 erfolgte die offizielle Gründung.

## Abstimmungsverhalten
Im Mai 2018 unterstützte Renson eine Initiative zugunsten der Legalisierung von  künstlicher Befruchtung für alle Frauen (allein lebende sowie für in heterosexuellen oder in  lesbischen Beziehungen lebende Frauen).
Im Spätjahr 2018 bildete sich eine von Renson, Aurélien Taché und Matthieu Orphelin angeführte Gruppe von ungefähr 20 Mitgliedern der LREM-Fraktion in der Nationalversammlung, die verlangte, die Fraktion müsse humanistische, soziale und ökologische Empfindsamkeiten besser ausdrücken und die Nöte und Besorgnisse der Bürger ernster nehmen.  Die Gründung dieser parteiinternen Strömung wurde weithin als Etablierung eines linken Flügels in der Fraktion aufgefasst.
Im Juli 2019 stimmte Renson für die Ratifizierung des Umfassenden Wirtschafts- und Handelsabkommens (CETA) der Europäischen Union  mit Kanada.